# Repkénykecskerágó
A repkénykecskerágó, vagy borostyán-kecskerágó (Euonymus fortunei) a kecskerágó-virágúak (Celastrales) rendjébe és a kecskerágófélék (Celastraceae) családjába tartozó faj.
Az Euonymus fortunei latin névben a fajnevet Robert Fortune skót botanikusról kapta.

## Előfordulása
A repkénykecskerágó Ázsiában őshonos. A következő országokban és területeken található meg természetes állapotban: Fülöp-szigetek, India, Indonézia, Japán, Kína, Koreai-félsziget, Laosz, Mianmar, Thaiföld és Vietnám.
3400 méter tengerszint fölötti magasságban is megél.

## Megjelenése
Ez a kecskerágó-faj fás szárú, örökzöld kúszócserje, amely az indák segítségével terjed. A szárából kinövő indák segítségével akár 20 méter hosszúra is megnőhet. Megjelenése és életmódja konvergens evolúciót mutat a borostyánnal. Mint a borostyán esetében, a repkénykecskerágó is fiatal korában ivartalan kúszó életmódot folytat; miután elérte a gazdafa lombkoronáját, és több napfényhez jut, elkezdi életének szaporodó, virágos szakaszát.
Levelei ellipszis alakúak és átellenesek, 2-6 centiméter hosszúak és 1-3 centiméter szélesek. Szélük finoman fogazott. Virágai alig észrevehetők, 5 milliméter átmérőjűek; a virág 4 kis, zöldes-sárga sziromból tevődik össze. A termés halvány zöld, és négy részből áll. A magokat narancsszínű „hús” vesz körül.

## Képek

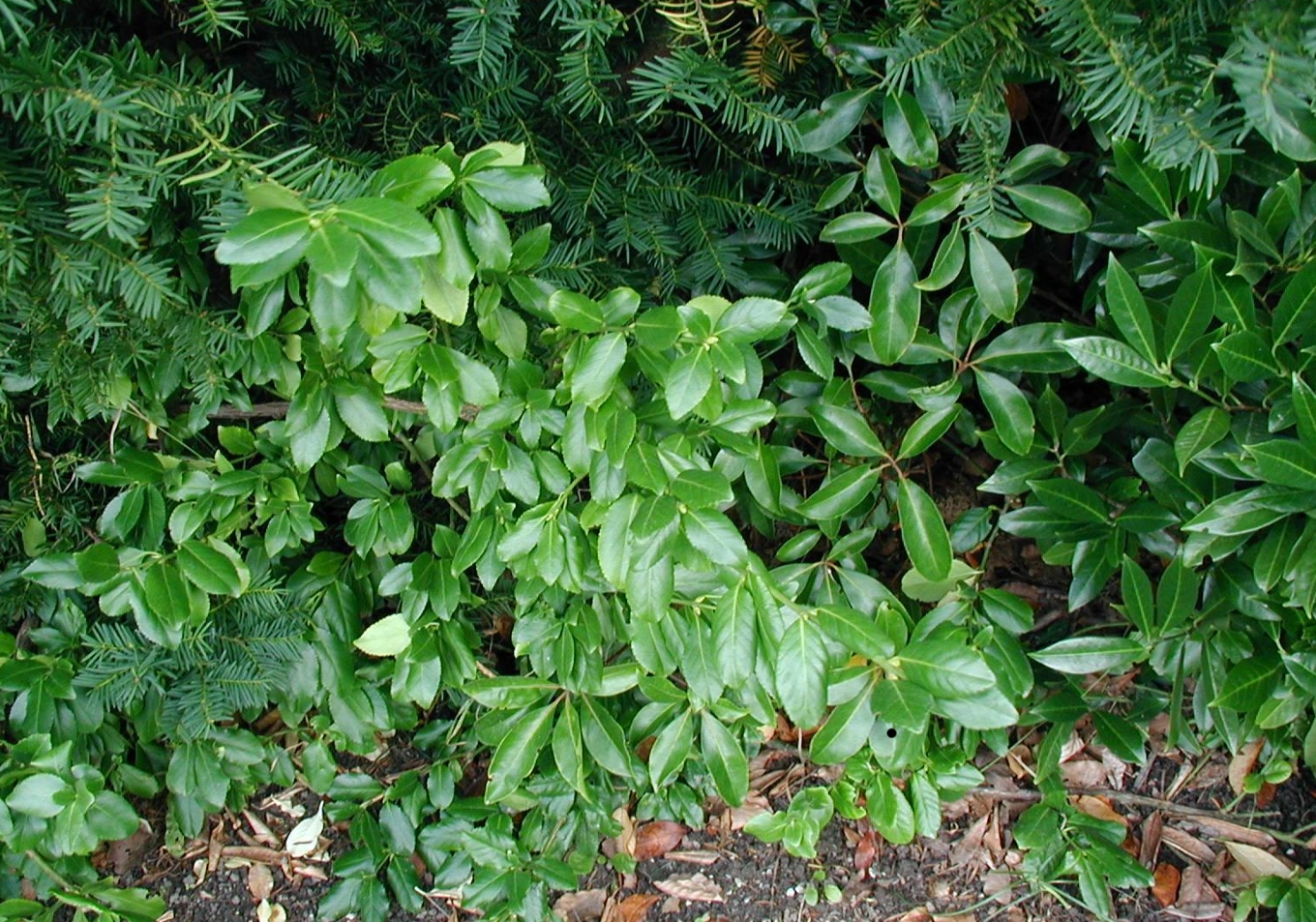
A növény
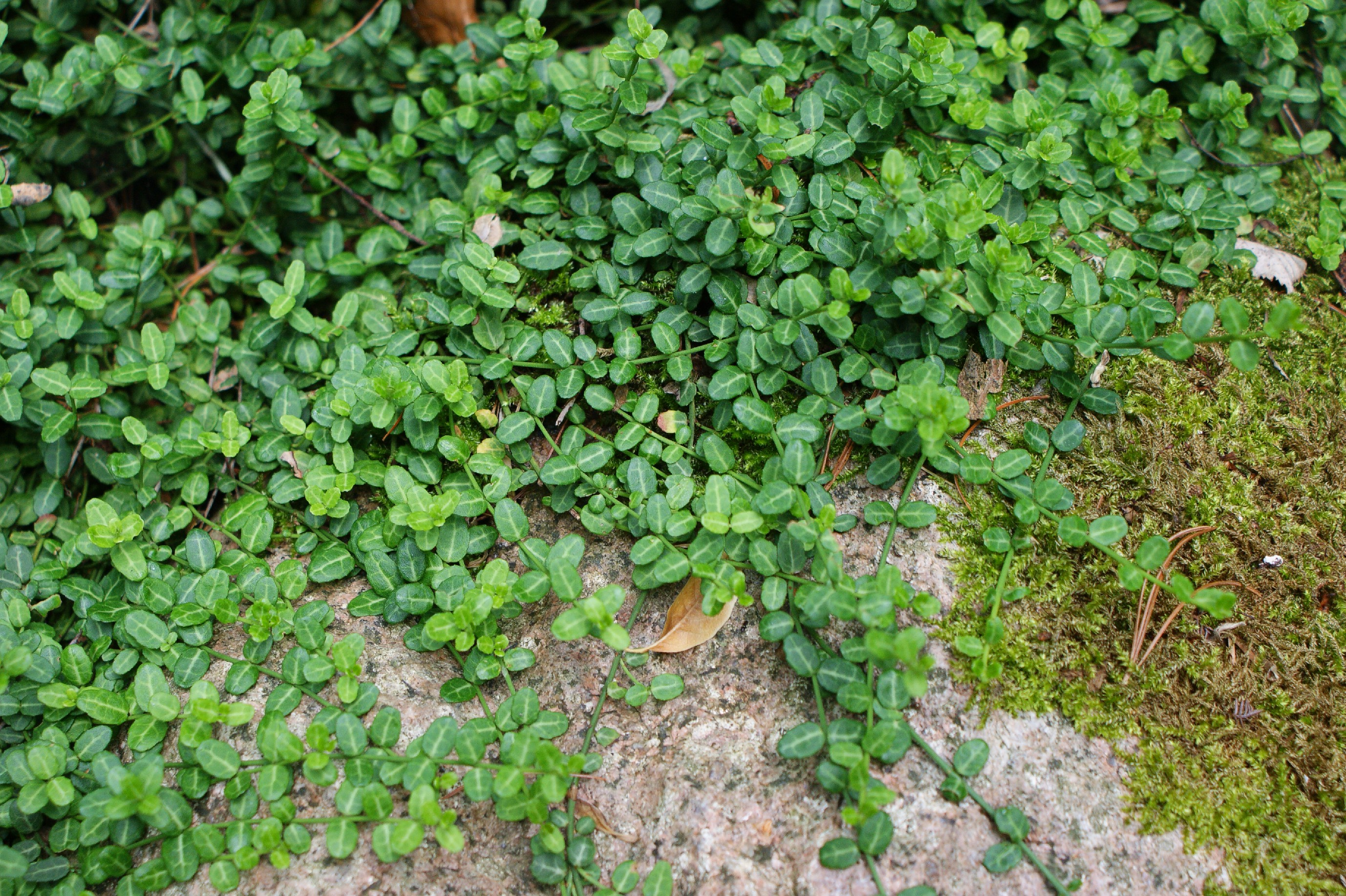
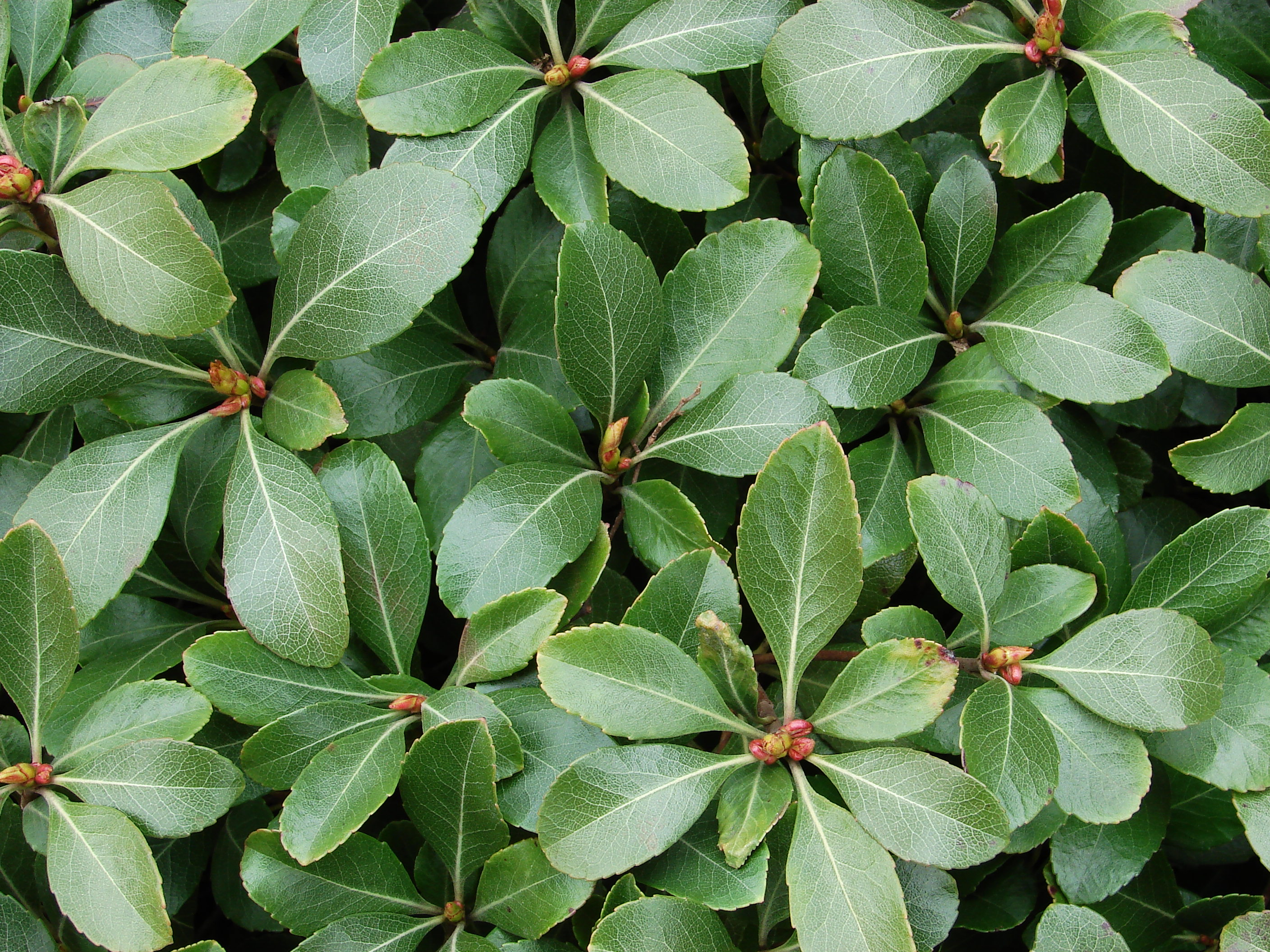
levelei
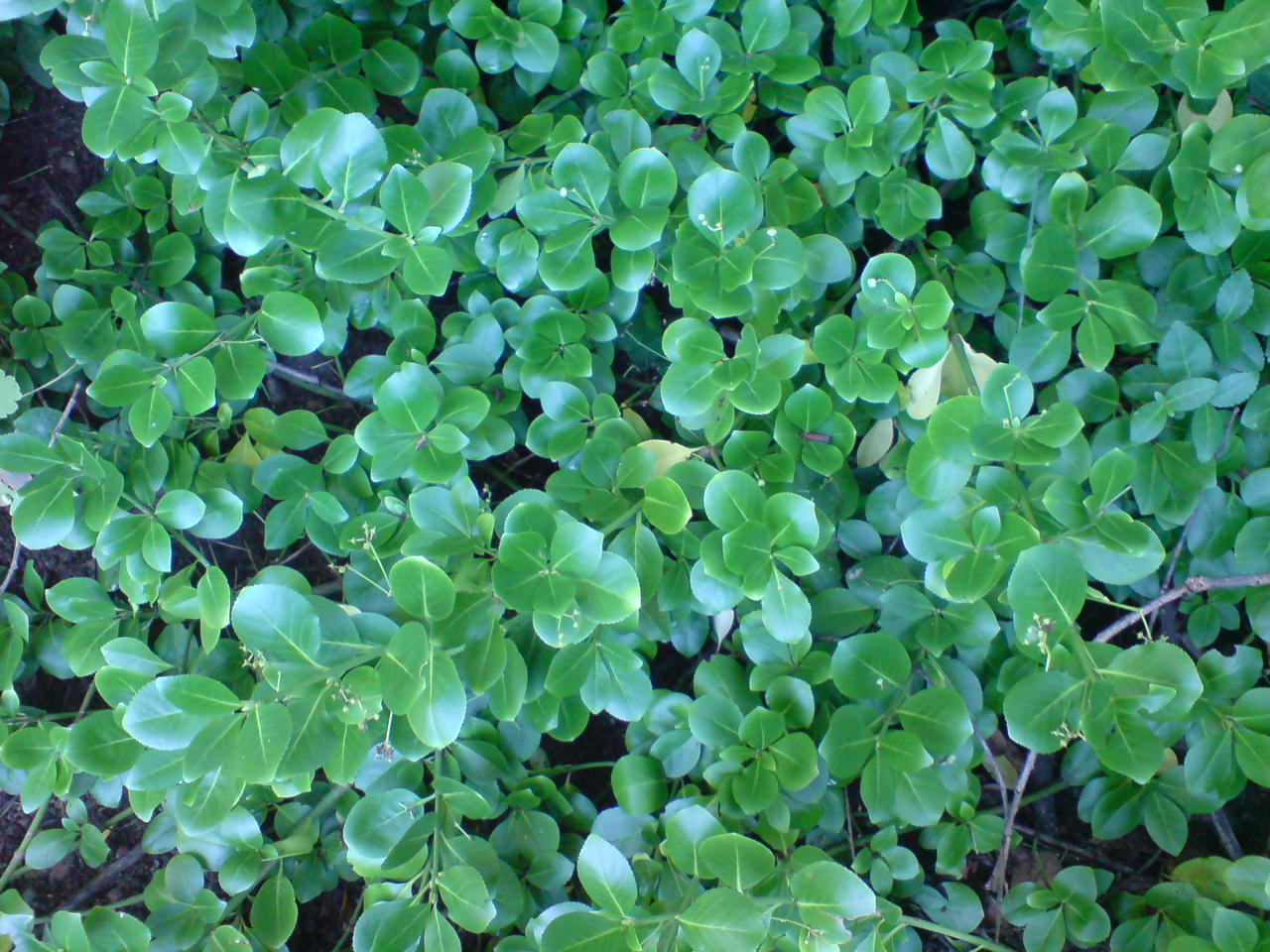
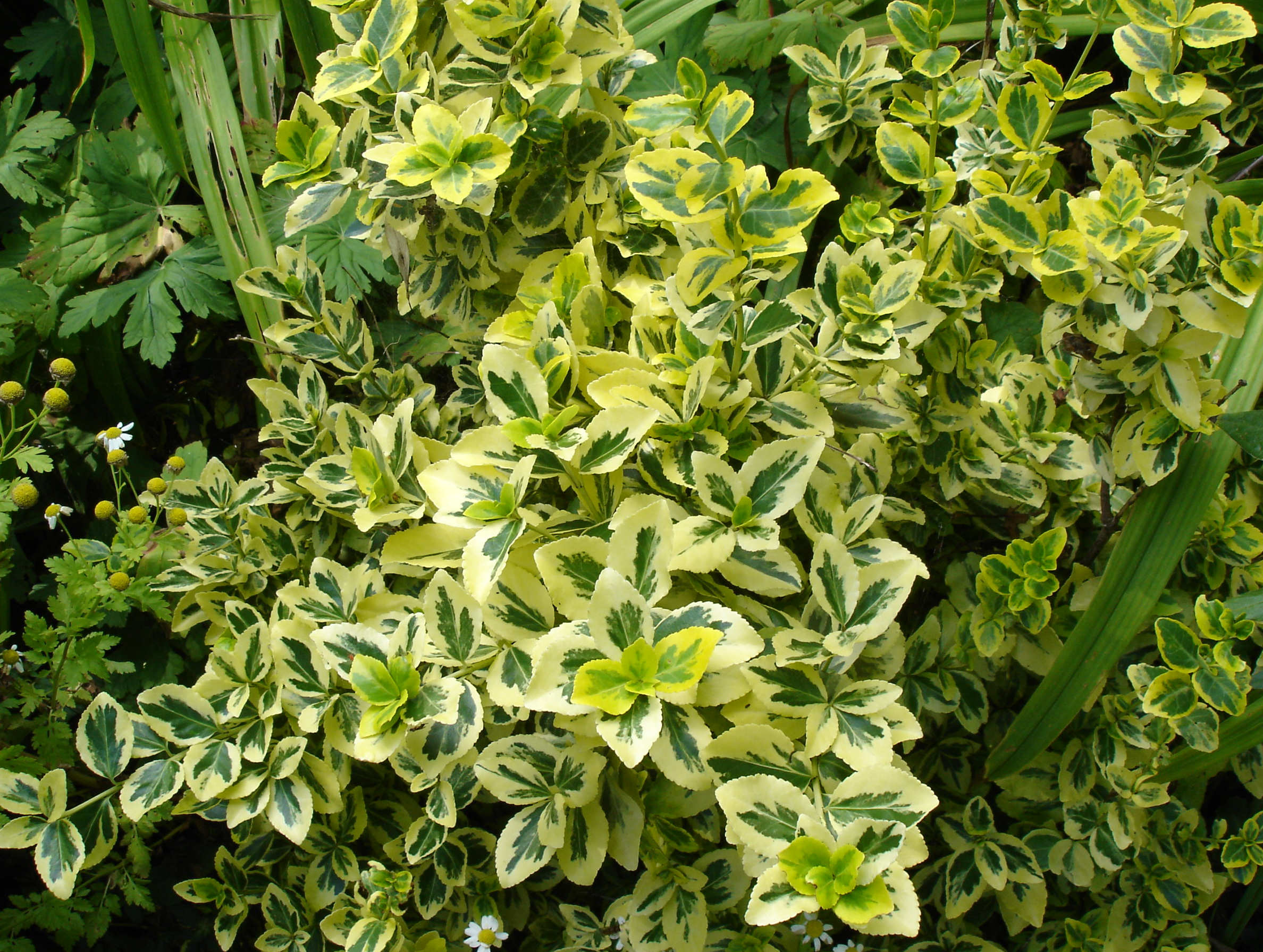
Termesztett változat
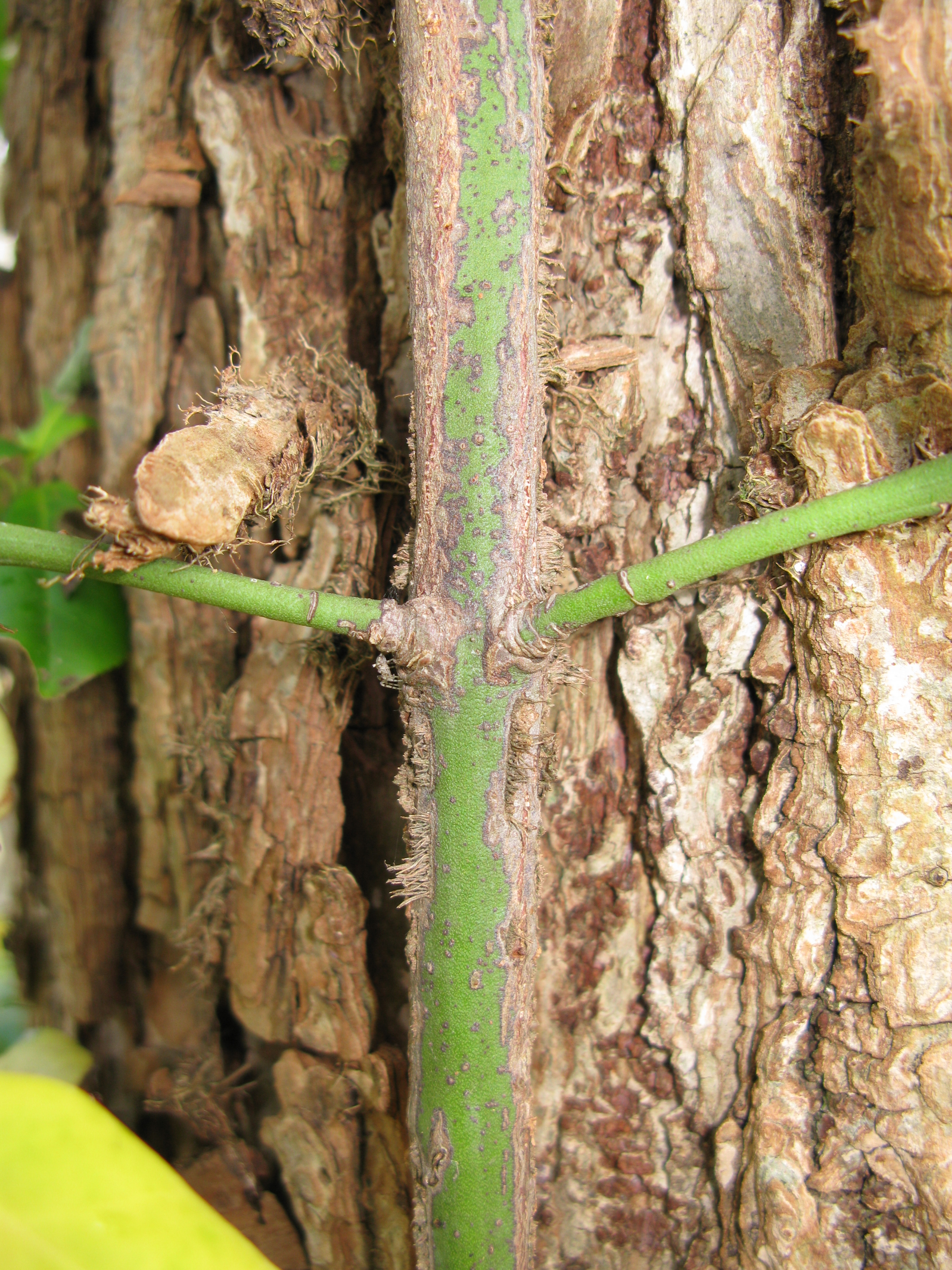
A kúszó szára
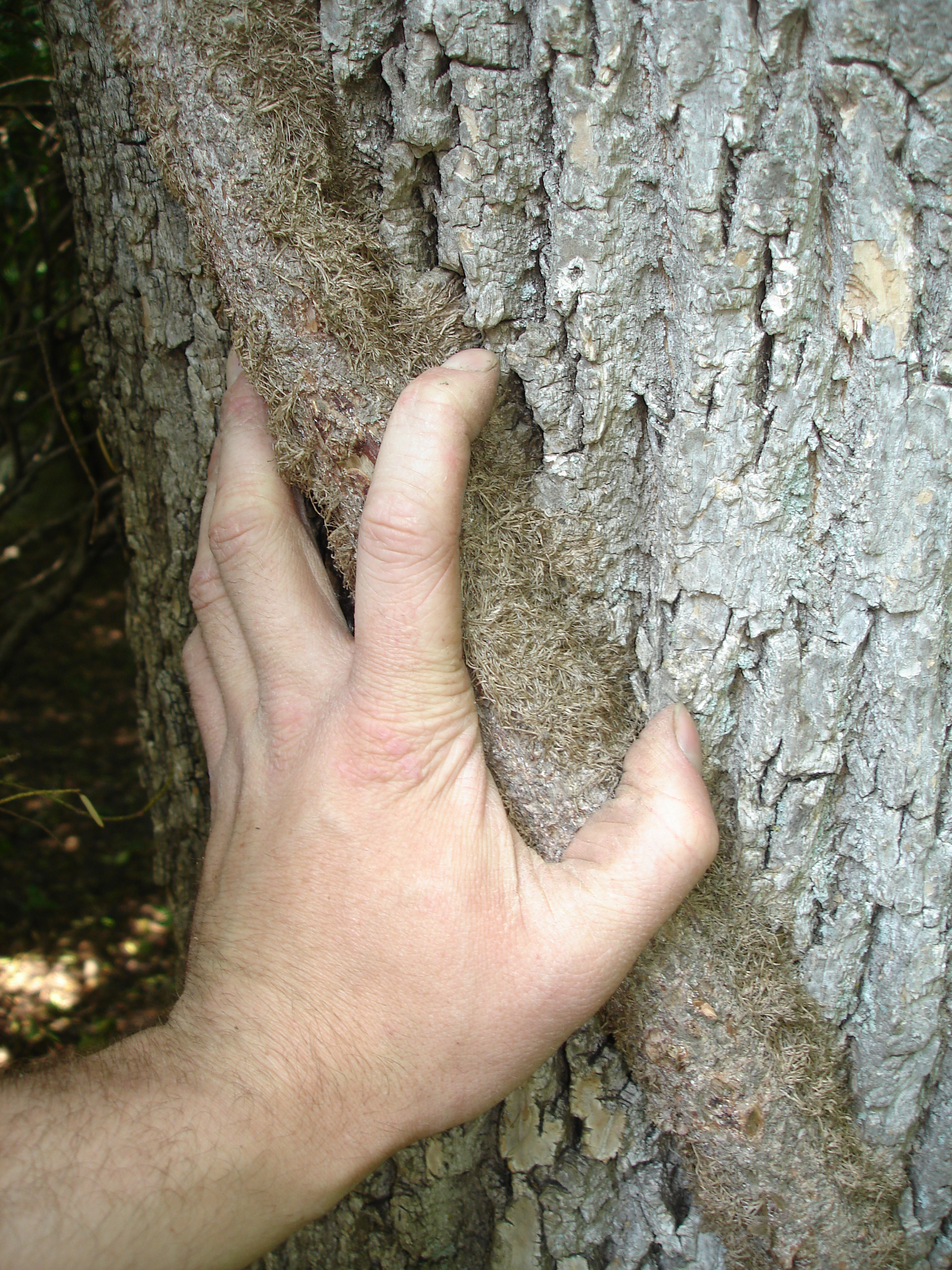
Idősebb példány és egy emberi kéz
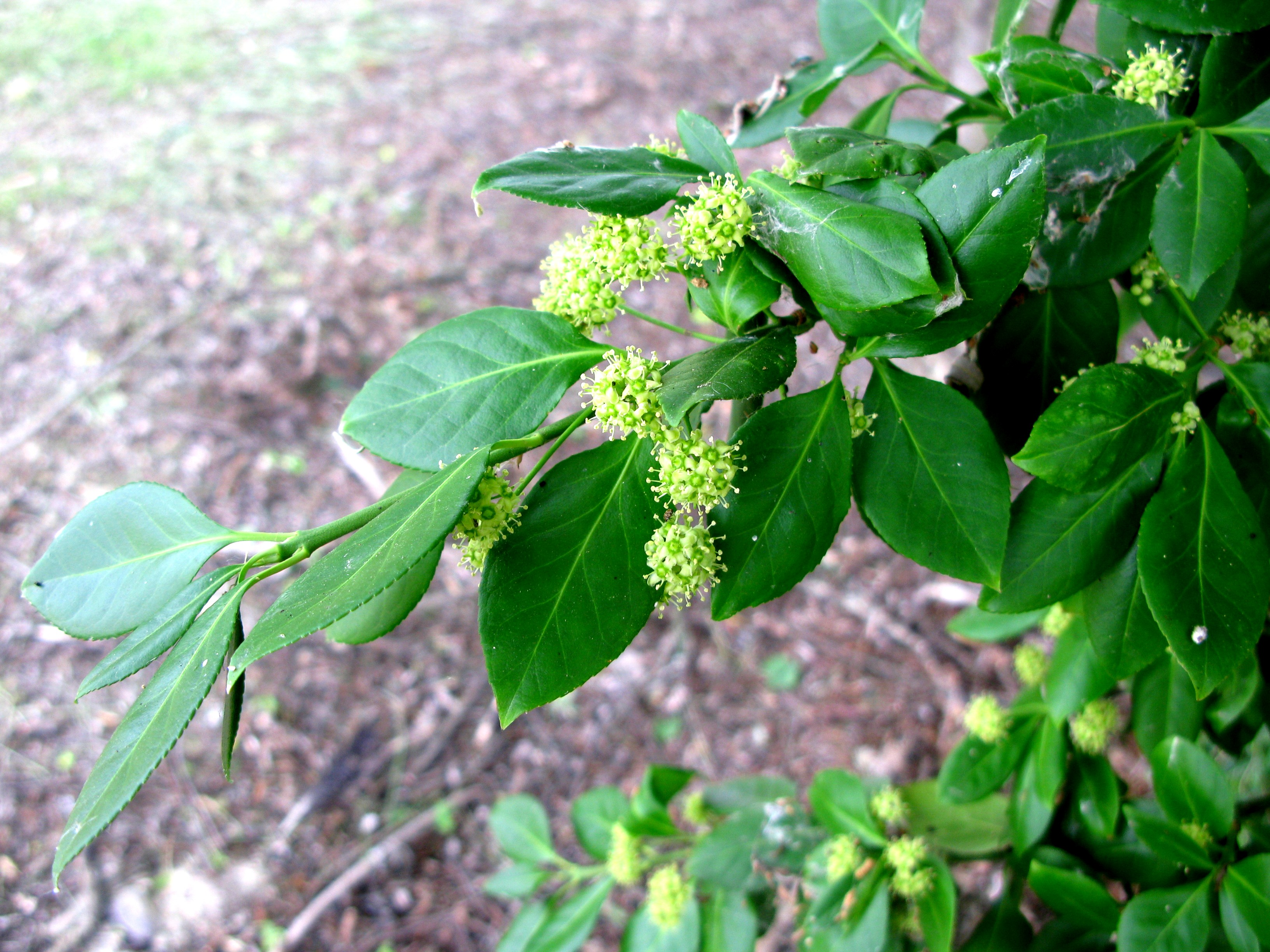
Virágai
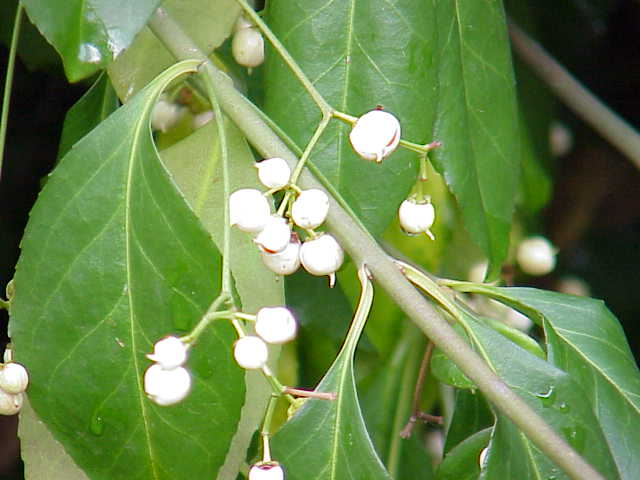
Termései
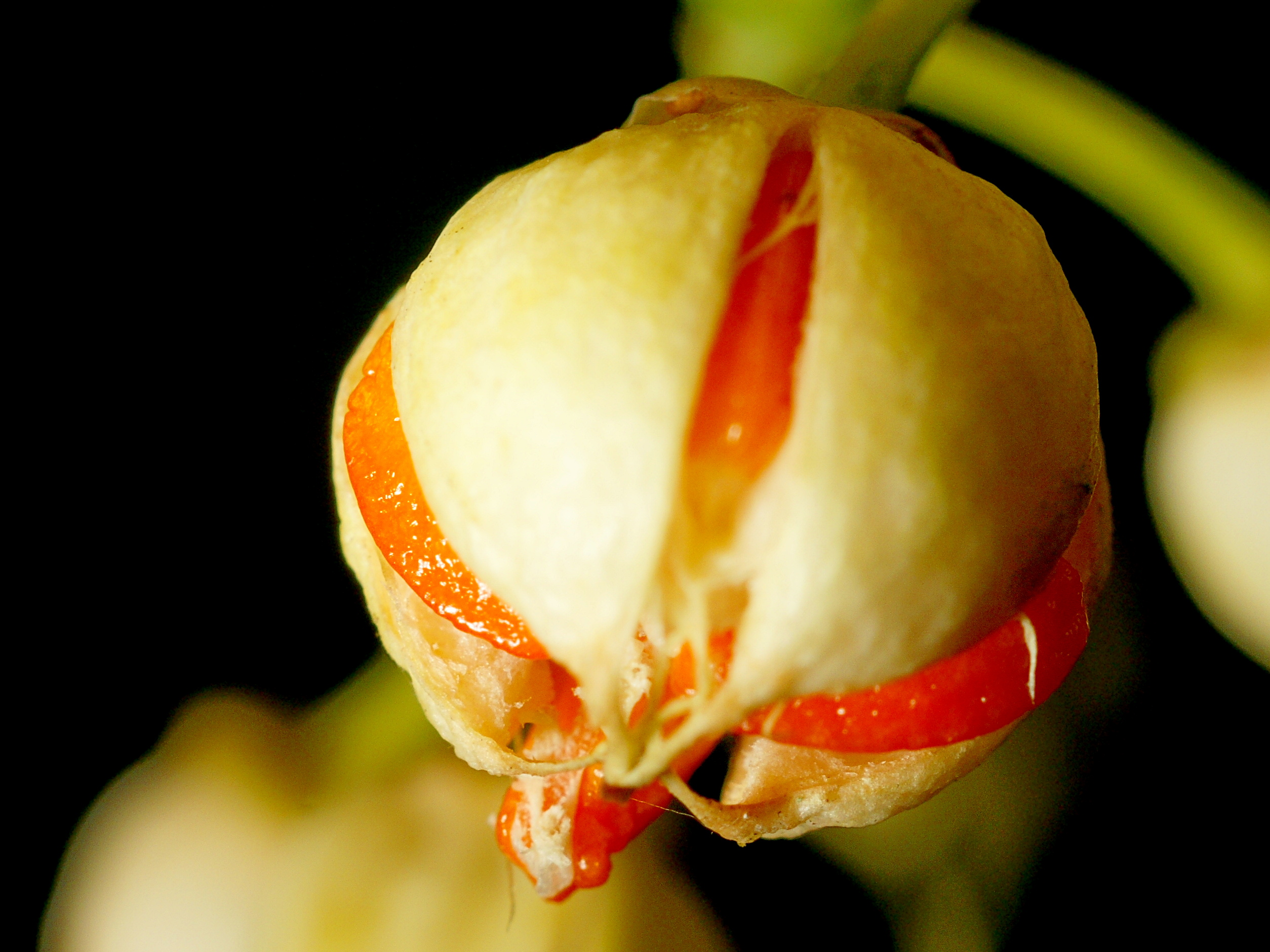
Termése közelről

### Fordítás
- Ez a szócikk részben vagy egészben  az   Euonymus fortunei című angol Wikipédia-szócikk ezen változatának fordításán alapul.  Az eredeti cikk szerkesztőit annak laptörténete sorolja fel. Ez a jelzés csupán a megfogalmazás eredetét és a szerzői jogokat jelzi, nem szolgál a cikkben szereplő információk forrásmegjelöléseként.